# Biante (figlio di Amitaone)
Biante (in greco antico: Βίας?, Bìās) è un personaggio della mitologia greca, uno dei figli di Amitaone e di Idomenea, figlia di Fere.

## Mitologia
Biante fu uno dei tre re di Argo nel periodo in cui il dominio era diviso per tre, il secondo re fu suo fratello Melampo ed il terzo Anassagora.
Biante innamoratosi delle cugina Però, figlia di Neleo, organizzò con il fratello Melampo il furto della mandria di Filaco, la cui consegna era stata posta come condizione da Neleo per scegliere tra i pretendenti della figlia quello a cui darla in sposa. 
In seguito Biante aiutò Melampo in un'altra impresa in cui catturarono e fecero rinsanvire un gruppo di ragazze che erano impazzite tra cui le Pretidi.
Rimasto nel frattempo vedovo di Però, si risposò con Ifianassa, una delle ragazze che guarì, anche se, secondo altre fonti, sarebbe stato Melampo a sposare Ifianassa, dopo averla guarita.
Fu succeduto sul trono di Argo da Talao, figlio avuto da Però.

### Interpretazione e realtà storica
Biante di Priene fu anche il nome di uno dei sette savi dell'epoca greca. Viveva all'epoca in cui Aliatte era il re della Lidia e anche quando gli successe suo figlio Creso. Si presume fosse vissuto intorno al VI secolo a.C.